# Torrell Martin
Torrell Martin, né le 13 février 1985 à Columbia en Caroline du Sud, est un joueur américain de basket-ball. Il évolue aux postes d'arrière et d'ailier.

## Biographie

### Saison 2012-2013
Le 23 octobre 2012, il signe à Nancy, dans le championnat français de première division en tant que pigiste médical de Jamal Shuler pour une durée de trois moins minimum. Le 28 février 2013, il arrive au terme de son contrat et n'est pas prolongé.
En mars 2013, il signe à Orléans en tant que pigiste médical de Jahmar Young et prolonge jusqu'à la fin de la saison.

### Saison 2013-2014
Début septembre 2013, il signe à Orléans en tant que pigiste médical de Chris Hill jusqu'au 16 octobre.
Le 15 octobre 2013, il signe à Antibes en tant que pigiste médical d'Anthony Hilliard jusqu'à la fin de l'année civile.
En janvier 2014, il signe à Roanne en tant que pigiste médical de William Gradit. Engagé jusqu'au 3 février, son contrat est prolongé d'une semaine.
Le 12 février, il signe en tant que pigiste médical de David Denave à Pau-Lacq-Orthez. Il dispute six rencontres avec cette équipe et sa pige se termine le 4 avril.
Deux jours plus tard, il signe à Orchies en tant que pigiste médical de Djordje Petrovic en Pro B.

### Saison 2014-2015
Le 13 juin 2014, il s'engage pour deux ans à Roanne en Pro B.